# Máximo I de Antioquía
Máximo I de Antioquia fue obispo de Antioquía entre 182 o 188 y 191 d. C., sucesor de Teófilo en la Iglesia de Antioquía. A su muerte, ocupó el patriarcado Serapión (191-211).

## Obras
Según Jerónimo de Estridón, en su magna obra De Viris Illustribus ("Sobre Hombres Ilustres"), él habría escrito obras sobre el origen del mal y sobre la creación de la materia. Pero la identificación del Maximus citado por Jerónimo y este Máximo I obispo de Antioquía es incierta.